# Pehr Adolf Wennbom

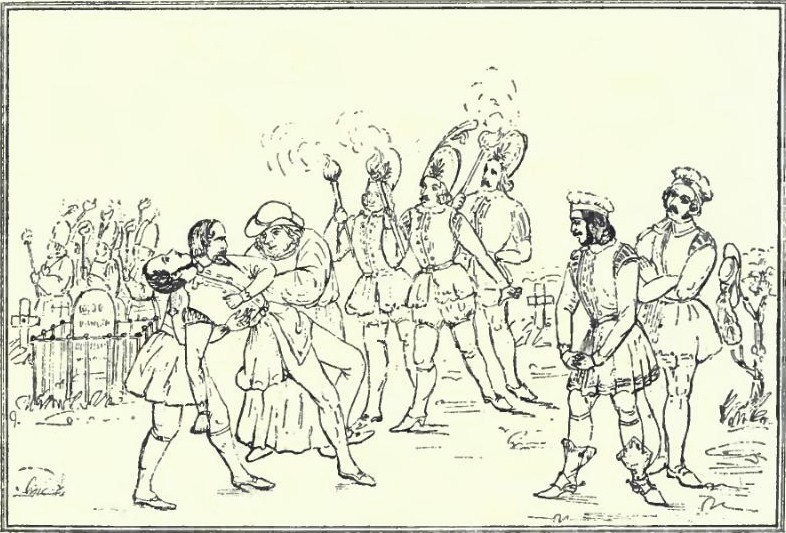
Scen ur fjärde akten av Gaetano Donizettis Lucia di Lammermoor. Teckning av John Arsenius. Från vänster: Pehr Adolf Wennbom, Julius Günther, Fredrik Kinmansson, Giovanni Belletti och Fredrik Habicht.

Pehr Adolf Wennbom, född den 17 januari 1803 i Stockholm, död den 15 februari 1863 på samma plats, var en svensk skådespelare, sångare och kormästare, verksam vid Kungliga Teatern i Stockholm.
Wennbom var son till hovlakejen Petter Wennbom och dennes hustru Christina Helena Kjellbom. Han antog 1811 som elev vid Kungliga Musikaliska Akademien, och blev den 1 oktober 1816 elev vid Kungliga Teatern. 1820 engagerades han som aktör och sångare vid teatern, och tjänstgjorde även som ackompanjatör 1824–1847 och som kormästare 1847–1860.
1840 invaldes Wennbom som associerad ledamot av Musikaliska Akademien. Han tog avsked från teatern 1860, och avled i Stockholm den 15 februari 1863. Han var gift med Catharina Wennbom, född Åkerblad.